# 바레인 국립박물관

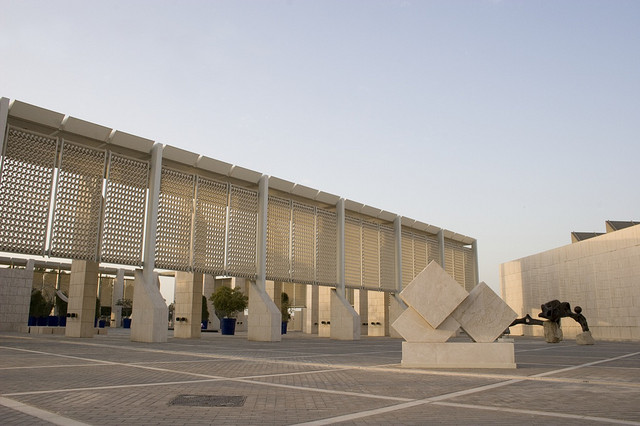

바레인 국립박물관은 바레인에서 가장 크고, 가장 오래된 박물관이다. 1988년에 개관하였으며 마나마에 있다. 면적은 27,800평방미터이며, 2개의 건물로 구성되어 있다. 아주 예쁜 외관은 사람들의 마음을 사로잡는다.